# Ара, Уго
Уго Ара (итал. Ugo Ara; 16 июля 1876, Венеция — 10 декабря 1936, Лозанна) — итальянский альтист.
Учился игре на скрипке в своём родном городе у Пьера Адольфо Тиринделли, с тринадцатилетнего возраста играл в театральном оркестре. Затем в 1895—1898 гг. занимался в Льежской консерватории в классе скрипки Сезара Томсона, после чего изучал композицию в Вене у Роберта Фукса.
В 1902 г. был приглашён своим однокашником Альфредом Пошоном в новосозданный Квартет Флонзале в качестве артиста и выступал в составе этого заметного камерного ансамбля до 1917 года. В 1917 г. принял решение поступить на службу в итальянскую армию и провёл 15 месяцев в Европе в качестве вспомогательного персонала в военном госпитале. По окончании Первой мировой войны в 1919 г. предпринял попытку вернуться в состав квартета, однако по медицинским причинам это не удалось.
В 1930 г. выпустил книгу «Роман Борромейских островов» (англ. The Romance of the Borromean Islands; французский перевод 1933, итальянский перевод 1997) — романтизированное описание истории и современности Борромейских островов на озере Лаго-Маджоре; эту книгу, не называя автора, обозревает Герхарт Гауптман в рассказе «Миньона».
Имя Уго Ара носит улица в городке Стреза на севере Италии.